# 宋井
宋井位于广东省汕头市南澳县云澳镇澳前村东南海滩，相传是南宋景炎元年（1276年）5月，时任礼部侍郎陆秀夫和大将张世忠等避元兵进迫护少帝端宗赵退经南澳时在澳前村开挖。当时挖有供皇帝、大臣和将士兵马饮用的龙井、虎井、马井三口宋井，之后古井被潮水和沙子掩盖，时隐时现，目前仅剩马井，其余两个还未曾发现。
宋井位于海滩上，离大海距离仅十数米，常被海潮掩没，但是潮退之后井水不带咸味，水质清纯甘甜，久藏而不变质，这即是潮汕十八怪之“海水淹井水不坏”。